# Heksafluorek ksenonu
Heksafluorek ksenonu (nazwa Stocka: fluorek ksenonu(VI)), XeF6 – nieorganiczny związek chemiczny ksenonu i fluoru. W temperaturze pokojowej jest to trwałe, bezbarwne, krystaliczne ciało stałe.
Pod wpływem wody ulega stopniowej hydrolizie, ostatecznie dając tritlenek ksenonu:
XeF6 + H2O → XeOF4 + 2HF
XeOF4 + H2O → XeO2F2 + 2HF
XeO2F2 + H2O → XeO3 + 2HF
Cząsteczki heksafluorku ksenonu mogą zarówno tracić aniony fluorkowe, dając kationy XeF+5, jak i je przyłączać, dając aniony XeF7− i XeF2−8.